# Siccia nigropunctata
Siccia nigropunctata là một loài bướm đêm thuộc phân họ Arctiinae, họ Erebidae.